# Bad Piggies
Bad Piggies este un joc video dezvoltat de către Rovio Entertainment și acesta este un spin-off din Angry Birds.